# Syu
Shusuke Ueda, más conocido como Syu(シュウ Shū) es un músico japonés, conocido por ser fundador y el guitarrista de la banda de power metal Galneryus. Ha participado en bandas como Spinal Cord, Animetal (Heavy Metal), Valkyr (Power Metal) y Aushvitz (Power Metal).
Aparte de sus dotes como guitarrista, no duda en cantar cuando tiene la ocasión a modo de coros guturales en Galneryus y como vocalista principal en Spinalcord.
Ha grabado muchas demos en DVD para revistas especializadas e incluso un VS con el guitarrista Jani Liimatainen, exguitarrista de Sonata Arctica.
Como dato extra, él contó en una entrevista, que se metió en el mundo de la música, gracias al grupo japonés X Japan, banda que admira y sirvió como influencia para el joven músico, Syu en ese entonces tocaba batería, pero al ver a Yoshiki (líder de esa banda) dijo que no podía llegar a su nivel, así que buscó otro instrumento, el cual fue la guitarra, paso desde acústica hasta eléctrica, hasta alcanzar el nivel de ser llamado "Virtuoso." 
Syu pertenece al grupo de guitarristas virtuosos de Japón, en que comparte puesto con Hisashi Takai, Satoshi Katada, Norifumi Shima (Concerto Moon), Hizaki y Teru (VERSAILLES) Tomoaki Ishizuka, Gentaro Satomura, Takayoshi Ohmura, Akira Takasaki (Loudness) entre otros.
Syu posee su propia línea de guitarras con la firma ESP, las llamadas "Crying Star". Actualmente utiliza amplificadores de la marca Orange.